# 멱영 공간
호모토피 이론에서 멱영 공간(冪零空間, 영어: nilpotent space)은 기본군이 멱영군이며 고차 호모토피 군에 특별히 간단하게 작용하는 위상 공간이다. 멱영 공간의 경우 유리수 호모토피 이론을 깔끔하게 전개할 수 있다.

## 정의
점을 가진 공간 {\displaystyle (X,\bullet )}가 주어졌다고 하자. 이 경우, 기본군 {\displaystyle \pi _{1}(X,\bullet )}은 고차 호모토피 군 {\displaystyle \pi _{n}(X,\bullet )} 위에 다음과 같이 작용한다. 우선, {\displaystyle \{\bullet \}\hookrightarrow \mathbb {S} ^{n}}은 쌍대올뭉치이므로, 호모토피 확장 성질을 사용하여 임의의 경로
{\displaystyle \{\bullet \}\times [0,1]\to X}
{\displaystyle (\bullet ,0)\mapsto \bullet _{X}}
{\displaystyle (\bullet ,1)\mapsto \bullet _{X}'}
및 호모토피 군의 원소
{\displaystyle f\colon (\mathbb {S} ^{n},\bullet _{\mathbb {S} ^{n}})\to (X,\bullet _{X})}
{\displaystyle [f]\in \pi _{n}(X,\bullet _{X})}
에 대하여 호모토피류
{\displaystyle f'\colon (\mathbb {S} ^{n},\bullet _{\mathbb {S} ^{n}})\to (X,\bullet _{X}')}
{\displaystyle [f']\in \pi _{n}(X,\bullet _{X}')}
를 유일하게 정의할 수 있다. 만약 {\displaystyle \bullet _{X}'=\bullet _{X}}인 경우 위와 같은 경로의 호모토피류는 기본군 {\displaystyle \pi _{1}(X,\bullet )}의 원소이므로, 이는 군의 작용
{\displaystyle \pi _{1}(X,\bullet )\times \pi _{n}(X,\bullet )\to \pi _{n}(X,\bullet )}
을 정의한다.
주어진 점을 가진 공간 {\displaystyle (X,\bullet _{X})}에서, 만약 각 {\displaystyle i\in \mathbb {N} }에 대하여 다음 조건을 만족시키는 유한한 길이의 호모토피 군 중심열
{\displaystyle \pi _{i}(X,\bullet _{X})=G_{1}^{i}\vartriangleright G_{2}^{i}\vartriangleright \dotsb \vartriangleright G_{n_{i}}^{i}=1}
이 존재한다면, {\displaystyle (X,\bullet _{X})}를 멱영 공간이라고 한다.
- 임의의 {\displaystyle i\in \mathbb {N} } 및 {\displaystyle 1\leq j\leq n_{i}}에 대하여, {\displaystyle \pi _{1}(X,\bullet _{X})\cdot G_{j}^{i}\subseteq G_{j+1}^{i}}이다. 즉, {\displaystyle \pi _{1}(X,\bullet _{X})}의 {\displaystyle G_{j}^{i}/G_{j+1}^{i}} 위의 작용은 자명하다.

(특히, {\displaystyle i=1}인 경우의 조건은 기본군 {\displaystyle \pi _{1}(X,\bullet _{X})}이 멱영군인 것이다.)
마찬가지로, 주어진 점을 가진 공간 {\displaystyle (X,\bullet _{X})}에서, 만약 기본군 {\displaystyle \pi _{1}(X,\bullet _{X})}의, 임의의 차수 호모토피 군에 대한 작용이 모두 자명하다면, {\displaystyle (X,\bullet _{X})}를 단순 공간(單純空間, 영어: simple space)이라고 한다. (특히, {\displaystyle i=1}인 경우의 조건에 따라 기본군 {\displaystyle \pi _{1}(X,\bullet _{X})}아 아벨 군이어야 한다.)

## 성질
모든 단순 공간은 멱영 공간이다. 단일 연결 공간은 (기본군이 자명군이므로) 항상 단순 공간이다.

## 역사
에마누엘 드로르 파르준(히브리어: עִמָּנוּאֵל דְרוֹר פַרְג׳וּן, 영어: Emmanuel Dror Farjoun)이 도입하였다.

## 예
홀수 차원 실수 사영 공간은 멱영 공간이다. 그러나 (예를 들어) 실수 사영 평면은 멱영 공간이 아니다.

## 참고 문헌
1. ↑  Dror, Emmanuel (1971). 《A generalization of the Whitehead theorem》. Lecture Notes in Mathematics (영어) 249. Springer-Verlag. Zbl 0243.55018.